# Helmut von Soosten
Helmut von Soosten (* 29. März 1964 in Hamburg) ist ein deutscher Volleyballtrainer. Er betreute die Bundesliga-Frauen von VT Aurubis Hamburg und war Co-Trainer der Frauen-Nationalmannschaft.

## Karriere als Spieler
Von Soosten spielte als Jugendlicher seit 1977 aktiv Volleyball. Später war er Zuspieler in der Zweiten Bundesliga beim SSF Bonn, bei Bayer Wuppertal, beim Eimsbütteler TV und in der ersten dänischen Liga in Odense.

## Karriere als Trainer und Manager
Als Trainer war von Soosten zunächst bei Bayer Wuppertal (2. Liga/Regionalliga Männer und Jugend) und dann beim VC Schwerte (1. Bundesliga Frauen und Jugend) tätig. In den 1990er Jahren war er sechs Jahre lang als Hamburger Verbandstrainer für den Nachwuchs zuständig. Mehrfach erreichte er beim Bundespokal, dem Leistungsvergleich der Jugend-Auswahlen der Bundesländer, vordere Plätze. Anschließend trainierte von Soosten die Frauen des Zweitligisten CVJM Hamburg sowie Jugendmannschaften des Vereins. 2002 erreichte er bei den Deutschen Meisterschaften mit der A-Jugend den dritten Platz. Von 2005 bis 2010 war er Trainer der Bundesligafrauen von VT Aurubis Hamburg. Parallel hierzu war von Soosten auch Co-Trainer der Frauen-Nationalmannschaft. Von 2010 bis 2014 war von Soosten Manager und ab Januar 2013 auch wieder Trainer bei Aurubis Hamburg. Im Mai 2014 wurde von Soosten beim VT Aurubis entlassen. Seit 2014 ist von Soosten Mitarbeiter der Hausbruch-Neugrabener Turnerschaft. Seit 2017 leitet von Soosten das gemeinsame Nachwuchsleistungszentrum vom Volleyball Team Hamburg und der Hausbruch-Neugrabener Turnerschaft. 2019 wird die Nachwuchsmannschaft U14 von von Soosten Hamburger Meister. Am 11. Februar 2019 übernahm von Soosten die Zweitligamannschaft des VTH und kehrte nach fast fünf Jahren auf die Trainerbank des VTH zurück.